# 北斗市総合文化センター
北斗市総合文化センター（ほくとしそうごうぶんかセンター）は、北海道北斗市にある、複合文化施設。愛称は、「かなで～る」。1997年7月21日オープン。ホール・公民館・図書館・資料展示室の4機能がある。

## 施設

### ホール
- 大ホール（固定席994席、車椅子席6席）
  - ゴールデンボンバーの全国ツアー、TEAM NACSの「マスターピース〜傑作を君に〜」などで使用[4][5]。
- 小ホール（固定席296席、車椅子席4席）
- 楽屋（バス・トイレ付2室、バス付1室）
- リハーサル室
- 大道具室
- 小道具室

### 公民館
- 大会議室（445平方メートル・机80台・椅子280脚）
- 中会議室（143平方メートル・机22台・椅子66脚）
- 第1小会議室（73平方メートル・机10台・椅子30脚）
- 第2小会議室（37平方メートル・固定机1台・椅子14脚）
- 第1和室（143平方メートル・座卓30台・座布団100枚）
- 第2和室（57平方メートル・座卓2台・座布団20枚）
- サークル室（47平方メートル・机6台・椅子18脚）
- 音楽活動室（183平方メートル・机10台・椅子52脚）
- 調理室（134平方メートル・机4台・椅子30脚・調理台7台）

### 図書館
- 北斗市立図書館

### 資料展示
- 特別展示室（185平方メートル・展示パネル・陳列用ケース）
- 資料準備室（121平方メートル・101平方メートル）
- 資料保管室
- 郷土資料展示コーナー（2階廊下壁面）

## 交通
- 函館空港より車で40分[6]
- 道南いさりび鉄道「清川口駅」下車徒歩1分[6]
- 函館バス「北斗市役所通」下車徒歩5分[6]
- 駐車場 353台[6]